# Тамбовське організоване злочинне угруповання
Тамбовська ОПГ —  одна з організованих злочинних угруповань Санкт-Петербурга 1990-х - початку 2000-х років.

## Історія створення угруповання
Майбутні засновники угруповання, Володимир Кумарин (Барсуков) і Валерій Ледовських, уродженці Тамбовської області, познайомилися в 1988 році в Ленінграді. Відчувши запах змін, вони вирішили створити свою злочинне угрупування, куди набрали земляків. Згодом в Тамбовську ОЗУ стали включати вихідців із силових видів спорту, необов'язково вихідців з Тамбовської області. Спочатку бригада долучилася до так званої Великолуцькому ОЗУ, очолювану братами Миколою та Віктором Гавриленкова. Почавши, як і багато бандити, з охорони наперсточників, незабаром бандити переключилися на рекет у відношенні кооператорів.
У 1989 році «Тамбовцев» і бійці Малишевський ОЗУ влаштували одну з перших кримінальних розборок в Дев'яткіна. Протиборчі сторони застосували щодо один одного вогнепальну зброю. Після цього до кримінальної відповідальності було притягнуто 72 учасники Тамбовської ОЗУ. Прокурора, який підтримує обвинувачення, напередодні чергового судового засідання завдали важку травму голови. Після цього суд виправдав або виніс досить м'які вироки, і звільнив з-під варти всіх заарештованих «Тамбовцев». Популярність угрупованню принесли репортажі Олександра Невзорова.
Але в 1989 році Кумарин, Ледовських і більшість «тамбовських» були заарештовані за вимагання і засуджені. Кумарин був засуджений на 3 роки позбавлення волі. 26 травня 1990 його перевели в колонію загального режиму в Обухове, а в серпні 1990 року звільнили. На початку 1991 року Кумарин повернувся до Петербурга, після чого відколовся від «Великолуцький» і створив незалежну угруповання.
Угруповання стала стрімко зростати, поповнюючи свої ряди спортсменами, колишніми військовослужбовцями (в тому числі випускниками курсантами військових училищ) і зав'язуючи знайомства з політиками і підприємцями. Серед лідерів угруповання - майбутній депутат Державної Думи від фракції ЛДПР В'ячеслав Шевченко, директор ЧОП «Скорпіон» Олександр Єфімов (арештований в 1998) і його змінник Володимир Іванчишин (офіцер запасу, випускник ЛВУ ЖДВ і ВОСО) і багато інших. За різними даними, чисельність угруповання досягала від 300 до 500 членів.
Сфера інтересів Кумарину і Ледовських була досить великою - від імпорту оргтехніки та експорту лісу до грального бізнесу і проституції. У 1993 році у «тамбовських» виник серйозний конфлікт з Великолуцькому ОЗУ. Причина конфлікту для того часу була типовою - напередодні Ігор Доброї Волі бізнесмен, який перебуває під «дахом» Тамбовської ОЗУ закупив велику партію іспанського вина майже на 1 мільйон доларів. Товар був відібраний і проданий «Великолукский». Кумарин зажадав від Гавриленкова повернути гроші, однак 1 вересня 1993 року комерсант був убитий, а 1 червня 1994 року в самого Кумарину було скоєно замах, в результаті якого йому дивом вдалося вижити, але йому довелося ампутувати праву руку.
Однак незабаром «Великолуцький», головних ворогів «тамбовських», стали стрясати внутрішні розборки, в результаті яких Микола Гавриленков був убитий, а Віктор емігрував до Іспанії. Після цього Тамбовська ОЗУ стала найпотужнішою ОПГ Санкт-Петербурга.
Починаючи з 1995 року «Тамбовцев» почали легалізувати свій капітал. Різні комерційні операції проводилися через депутатів Державної Думи від фракції ЛДПР братів Сергія та В'ячеслава Шевченка, а також віце-спікера Законодавчих Зборів Санкт-Петербурга Віктора Новосьолова. Силовий же потенціал угруповання був застосований у створенні приватних охоронних підприємств. Протягом трьох років «Тамбовцев» монополізували весь паливно-енергетичний бізнес Петербурга, наприклад, вони викупили всі петербурзькі філії компанії «Сургутнефтегаз». Захоплені підприємства були об'єднані в так звану «Петербурзьку паливну компанію» (ПТК). Кумарин взяв прізвище матері, ставши Володимиром Барсукова, і очолив ПТК. Його першим заступником став віце-губернатор Санкт-Петербурга Юрій Антонов. Поступово «Тамбовцев» стали згортати діяльність на кримінальному поприщі.

## ОПГ в 2000-х роках
Однак в 1999 році у угруповання почалися проблеми. Вранці 20 жовтня разом з господарем була підірвана машина Віктора Новосьолова. У 2000 році був заарештований Сергій Шевченко, його брат - оголошений у федеральний розшук, а згодом убитий в березні 2004 року. У квітні 2000 року був убитий найближчий помічник Барсукова-Кумарину Георгій Поздняков і близький діловий партнер Ян Гуревську. У грудні був розстріляний директор ЧОП «Легіон-94» (правонаступник ЧОП «Скорпіон») Володимир Іванчишин з водієм. У зв'язку з майбутніми виборами губернатора Санкт-Петербурга на «тамбовських» обрушили шквал статей, в яких описувалося їх кримінальне минуле. У газеті «Зміна» Барсуков опублікував статтю під назвою: «Тамбовцев, як і петербуржці, - це всього лише жителі російських міст». У назві відбилося прагнення обілити «тамбовських» від звичної асоціації зі злочинним світом і перевизначити їх як громадян, які працюють на загальне благо. У самій статті був виражений протест проти терміна «кримінальна столиця», яким позначали в той час Санкт-Петербург, і розповідалося про те, яку користь місту приносить ПТК. Барсуков стверджував, що 90% громадського транспорту заправлявся на той момент ПТК і що місто володіє 14,5% акцій холдингу, в якому працює близько 2,5 тисяч чоловік. [1] Кумарин часто займався благодійністю, мав особисті контакти з патріархом Російської православної церкви Алексієм II.
Однак, незважаючи на всі свої зусилля, Барсукову-кумарини довелося піти з поста глави ПТК, що, втім, не означало повної втрати контролю над бізнесом Санкт-Петербурга
Деякі аналітики і ЗМІ розцінювали те, що відбувалося як зіткнення «бюрократичної олігархії і злодіїв в законі Москви» з «нової російської братвою з тамбовського співтовариства Петербурга», проти якої створився «неформальний союз НКВС з радянської злодійський злочинністю»: «Друга столиця Росії явно виходила з-під контролю першої. Тоді постало завдання: "бандитський Петербург" повинен стати злодійським містом ».
За відомостями Агентства журналістських розслідувань, представники «тамбовського профспілки» забезпечували безпечне проведення саміту Великої вісімки в Санкт-Петербурзі в липні 2006 року. Проте, за версією правоохоронних органів, в 2005-2006 роках Барсуков-Кумарин з'явився організатором рейдерських захоплень універсаму «Смольнинский» і ще ряду ресторанів, магазинів і організацій Петербурга, за що згодом, в числі інших злочинів, і був притягнутий до кримінальної відповідальності . Частина захоплень були успішно відбиті справжніми власниками підприємств. У липні 2007 року він був посередником при звільненні викрадених в Санкт-Петербурзі дітей бізнесмена Павла Бородуліна. 22 серпня 2007 року Барсуков-Кумарин був заарештований за організацію замаху на вбивство співвласника нафтового терміналу Сергія Васильєва, шахрайство і вищевказані злочини. Справа по його обвинуваченню вела Генеральна прокуратура РФ.
У серпні 2009 року в ході допиту іспанським суддею Бальтасаром Гарсоном рецидивіста Луїса Родрігеса пуейо останній заявив, що в квітні 2008 року він намагався викрасти сина мільярдера Франсіско Ернандо на замовлення депутата Держдуми від «Єдиної Росії» Владислава Резника. При цьому Пуйо стверджував, що причиною замовлення стала відмова Ернандо повернути 30 млн доларів лідеру «тамбовського угруповання» Геннадію Петрову, з яким, на думку Гарсона, був тісно пов'язаний Резник. Роком раніше на іспанській віллі Резника був проведений обшук, також пов'язаний з розслідуванням справи щодо російської організованої злочинності.